# Mammea reticulata
Mammea reticulata är en tvåhjärtbladig växtart som beskrevs av André Joseph Guillaume Henri Kostermans. Mammea reticulata ingår i släktet Mammea och familjen Calophyllaceae. Inga underarter finns listade i Catalogue of Life.